# Trichosilia kononis
Trichosilia kononis là một loài bướm đêm trong họ Noctuidae.